# Roberto Montoro
Roberto Montoro (Araraquara, 12 de abril de 1929) é um empresário brasileiro. Foi diretor-superintendente da Rede Globo e proprietário de estações de rádio em São Paulo, São Sebastião e Araraquara, entre elas, a Rádio Mulher. Fundou a Rede Mulher de Araraquara, em 1994, emissora de TV que foi comprada em 1999, por Edir Macedo e extinta em 2007, para a inauguração da Record News.

## História
Roberto Montoro, filho caçula de Rafael e Amália Montoro, nasceu na cidade de Araraquara, interior paulista, em 12 de abril de 1929. Já aos dez anos de idade, era nítida sua paixão pelo rádio, com o qual começou a trabalhar na capital São Paulo.
Roberto entrou na agência Standard Propaganda em 1952. Três anos depois, casou-se com Maria Ignêz, com quem teve os três filhos: Maria Amália, Roberto Filho e Maria Agnes. No mesmo ano de 1955, Roberto deixou a Standard Propaganda, ingressando na  Agência Reclan, que o projetou no setor publicitário nacional.

### Televisão
Em 1958, Roberto Montoro foi para o Rio de Janeiro trabalhar na TV Rio como diretor comercial. Em 1963, Montoro e Walter Clark foram contratados pela TV Paulista. Roberto Montoro assumiu as direções geral e comercial das emissoras, além da direção da Rádio Nacional e da Rádio Excelsior de São Paulo. Passou cinco anos no comando dessas empresas de rádio e TV das Organizações Globo.
Roberto Montoro pediu demissão em 1968, explicando para Roberto Marinho, presidente das Organizações Globo, que a TV Globo já estava estruturada e que era seu momento de montar um negócio próprio.
No ano seguinte, comprou as rádios Santo Amaro AM, de São Paulo, e Voz da Araraquarense AM, de Araraquara. Estas rádios mudaram de nome em 1970 para Rádio Mulher e Rádio Morada do Sol AM, respectivamente.

### Rádio Mulher
A Rádio Mulher foi uma inovação em sua época, era uma rádio feita por mulheres e voltada para o público feminino. A rádio também tinha uma equipe que narrava jogos de futebol. Quando começou a Rádio Mulher, o irmão de Roberto Montoro, Antonio Bruno Montoro, passou a ser seu sócio, ajudando-o a administrar a empresa.
Com a compra da Rádio Voz, então Rádio Morada do Sol, Roberto Montoro volta a Araraquara. Ele já tem, em meados da década de 1970, a concessão do canal 9 de TV de cidade. A emissora foi inaugurada em 1979 com o nome de Canal 9, mais tarde, passou a se chamar TV Morada do Sol.
Roberto Montoro amplia seus negócios no início da década de 1980, comprando uma rádio FM de São Sebastião, que também passou a se chamar Rádio Morada do Sol.

### Rede Mulher
Em 1994, Roberto Montoro funda a Rede Mulher, usando como geradora, a TV Morada do Sol, canal 9 de Araraquara, que mudou de nome. O canal era transmitido para todo o país via satélite e também dava espaço às produções locais de Araraquara.
A Rede Mulher foi vendida para a Igreja Universal do Reino de Deus, de Edir Macedo, em 1999. O nome permaneceu o mesmo, mas todos os programas passaram a ser produzidos em São Paulo, fazendo a emissora perder sua identidade com Araraquara. Em 2007, passou a se chamar Record News.

### SuperTV
Roberto Montoro, após a venda da Rede Mulher, conseguiu a concessão para instalar a SuperTV, TV por assinatura, em 43 municípios paulistas, incluindo Araraquara. Nos primeiros meses de 2001, adquire a Rádio Cultura de Araraquara.

## Empresas
Fazem parte do Sistema Integrado de Comunicação Roberto Montoro, dirigidas por Roberto Montoro Filho:
- Portal Morada (site jornalístico)[8]
- TV Cultura Paulista
- TV Morada do Sol
- Hot Mix FM 94.9 MHz
- Rádio Morada Litoral Norte 95.5 MHz
- Rádio Cultura 97.3 MHz
- Rádio Morada 98.1 MHz
- Única FM 101.3 MHz
- Rádio A+ Morada 107.5 MHz
- Lex Out Of Home (outdoors)